# Nyitrai Tamás
Nyitrai Tamás (Budapest, 1952. március 13.) magyar–olasz nyelv és irodalom szakos középiskolai tanár, főiskolai docens, egyetemi oktató, tankönyvíró, oktatásszervező, Hamvas Béla életművének kutatója. Az Eötvös Loránd Tudományegyetem Bölcsészettudományi Kar Romanisztikai Intézet nyugdíjazott oktatója.

## Életpályája

### Tanulmányai, vizsgái
Középiskolai tanulmányait a rákospalotai Dózsa György Gimnázium olasz tagozatán végezte 1970-ben. Olasztanára Kotzián Tamás, magyartanára Adamikné Jászó Anna volt. Az érettségi évében felvételt nyert az ELTE Bölcsészettudományi Kar magyar–olasz szakára. Tanulmányait 11 hónapos sorkatonai szolgálat letöltése után kezdhette meg, 1971-ben. Magyar–olasz szakos középiskolai tanári diplomáját 1976-ban szerezte meg.
Egyetemi tanulmányai során mindkét szakjának pedagógiai-módszertani vonatkozásai kezdték egyre elmélyültebben érdekelni Takács Etel (magyar nyelv), Gyürey Vera (magyar irodalom), Kotzián Tamás és Szabó Győző (olasz nyelv) mesteri tevékenysége nyomán. Szakdolgozatát – mindettől függetlenül – Kassák Lajos költészete a 20-as években címmel írta meg. A 10. félévben olaszországi ösztöndíjjal három hónapot töltött a Római Magyar Akadémián az olasz avantgarde előzményeinek tanulmányozásával és – Olaszországot járva – az olasz kultúra és civilizáció megismerésével. 1980-ban spanyol nyelvből felsőfokú nyelvvizsgát tett, 1990-ben a Pécsi Tudományegyetemen megvédte egyetemi doktori disszertációját (Olasz nyelvi kommunikációs program a középiskolák számára). Bírálói Dr. Herczeg Gyula és Szabó Győző voltak.

### Munkahelyei, munkakörei és szakmai tevékenységei
Pedagógiai pályáját 1976-ban nevelőtanárként kezdte meg egy miskolci középiskolai kollégiumban, majd – tanári végzettségének megfelelően – magyar–olasz szakos tanárként működött a Miskolci Bartók Béla Zeneművészeti Szakközépiskolában. Ezzel párhuzamosan a Magyar Filmtudományi Intézet és Filmarchívum támogatásával két filmklubot szervezett és vezetett (Miskolci Műszaki Egyetem, Diósgyőri Művelődési Ház), bemutatva a magyar és az egyetemes filmtörténet kiemelkedő műveit. Olasz filmforgatókönyveket is fordított magyarra. 1981-től az Országos Pedagógiai Intézet (OPI) munkatársa, majd főelőadója, később az Anyanyelvi, irodalmi és esztétikai osztály megbízott vezetője volt.
Munkája során először az általános iskolai anyanyelvi nevelés tantervének és taneszközeinek megújításával, továbbá a szaktanárok, szakfelügyelők országos továbbképzésének tartalmi előkészítésével és szervezésével foglalkozott. 1984-ben kapott megbízást az általános és középiskolai olasz nyelvoktatás módszertani fejlesztésének kidolgozására és koordinálására, melynek keretében feladata az olasz nyelvi érettségi és OKTV országos bizottságának megszervezése és vezetése volt, dr. Herczeg Gyula professzor szakmai útmutatásával.  Évenként országos olasztanári továbbképzéseket szervezett a Budapesti Olasz Kultúrintézettel (Istituto italiano di cultura per l'Ungheria) és olasz pedagógiai intézményekkel együttműködésben.
Mindeközben kutatásokat végzett az alábbi témákban és intézményeknél: nyelvi-kommunikációs nevelés az olasz közoktatásban (IRRSAE, Istituto Regionale per la Ricerca, Sperimentazione e l’Aggiornamento Educativo), Bologna; a magyar mint idegen nyelv oktatása olasz anyanyelvűeknek (Associazione Culturale Italo-Ungherese), Bologna; az olasz mint idegen nyelv oktatásának módszertana és curriculuma (CELICA, Centro per lo Studio delle Lingue e della Comunicazione Applicata), Bologna; multimediális eszközök az olasz mint idegen nyelv oktatásában (Università degli Studi, Dipartimento di Informatica ed Applicazioni), Salerno; tanárképzés- és továbbképzés az olasz felsőoktatásban (Università Ca’ Foscari di Venezia, Dipartimento di Linguistica e di Didattica delle Lingue, Dipartimento delle Scienze del Linguaggio), az olasz mint idegen nyelv vizsgarendszerei – CILS, CELI – (Università per Stranieri) Siena, Perugia. Kutatásainak eredményeit folyamatosan építette bele többirányú pedagógiai munkáiba. 1985-től szakmai tanácsadóként és zsűritagként működött az évente megrendezésre kerülő országos olasz nyelvi versenyen, későbbi nevén a Festival d’italiano-n.
Az OPI jogutód nélküli megszűnése után (1990) szellemi szabadfoglalkozásúként az állami nyelvvizsgabizottságnak volt tagja olasz nyelvből (ELTE ITK); olasznyelv-tanárként működött a Budapesti Olasz Kultúrintézetben, az ELTE Idegen nyelvi Továbbképző Központjában (ITK) és a Kereskedelmi és Idegenforgalmi Továbbképző Vállalatnál (KITV); részt vett az olasz nyelv és kultúra magyarországi terjesztését előmozdító PONTE Alapítvány létrehozásában és működtetésében; tankönyveket, tanári segédletek írt és publikált a Tankönyvkiadónál, Boronkai S. Ágnes szerkesztésében. 1992-től olasz nyelvi tantárgyi szakértőként tevékenykedett az Országos Közoktatási Szolgáltató Irodánál (OKSZI), ahol továbbra is vezette az érettségi és OKTV bizottságok munkáját; részt vett a két tanítási nyelvű gimnáziumok olasz nyelvoktatási programjának és mérési anyagainak kidolgozásában és kipróbálásában; koordinálta a kétszintű érettségi vizsga olasz nyelvi követelményeinek kidolgozását, továbbá szakmai tervezője, koordinátora és egyik előadója volt a kétszintű olasz nyelvi érettségi vizsgáztatói feladataira felkészítő tanfolyamnak (SULINOVA).
1995-től főiskolai docensként az ELTE Tanárképző Főiskolai Kar Olasz Nyelv és Irodalom Tanszékén oktatta a mai olasz nyelvet a hallgatók funkcionális nyelvismeretének és olasz nyelvi kommunikációs készségeinek fejlesztése céljából; pedagógiai munkájának súlypontja a hallgatók elméleti és gyakorlati felkészítése volt a korszerű didaktikai és pedagógiai módszerek elsajátítása céljából az olasztanítás módszertanának tárgykörében. Pedagógia munkájának szerves része volt módszertani szakdolgozatok vezetése is (tankönyvelemzések, internet az olasztanításban, kommunikatív szemlélet az idegen nyelvek tanításában).  
2003-tól átszervezés miatt az ELTE BTK Romanisztikai Intézetéhez tartozó Olasz Nyelv és Irodalom Tanszékre került, ahol civilizációs szaktárgyakat oktatott (Olaszország kultúrföldrajza, Az olasz civilizáció elemei, A mai Olaszország); kommunikatív nyelvtani gyakorlatokat tartott; koordinálta a BA képzés nyelvfejlesztés blokkját: a nyelvi alapvizsga és a nyelvi záróvizsga tartalmi és módszertani kidolgozását, továbbá az olasz nyelvi lektorok munkáját; tankönyveket, tanári segédletek írt és publikált: társszerzőjével, Bernátné Vámosi Judittal az ELTE vezetőtanárával megtervezték és kidolgozták a kommunikatív nyelvszemléletre épülő, magyar általános és középiskolásoknak szóló GIRO D’ITALIANO 1–4. tankönyvsorozatot (tankönyv+munkafüzet+CD+tanári útmutató), amelynek 1. kötete a HUNDIDAC 2009. évi Taneszközminősítő Díjversenyén Arany-díjat nyert; a 2. kötetet A szép magyar könyv 2010. évi versenyének zsűrije oklevélben részesítette. A 4. kötet már teljes egészében Bernátné Vámosi Judit munkája volt. A tankönyvcsalád kiadója a Nemzeti Tankönyvkiadó (később Nemzedékek Tudása Tankönyvkiadó néven), szerkesztője Képes Julianna volt.
Többirányú oktatói tevékenysége mellett szakértőként vett részt az államilag elismert nyelvvizsgák akkreditációs eljárásában olasz és spanyol nyelvből (Nyelvvizsgáztatási Akkreditációs Központ – NYAK); előadóként vett részt a minősített nyelviskolák olasz nyelvtanárainak módszertani továbbképzésein (auditív és vizuális anyagok használata; a tanulás és a tanítás autonómiája; a taneszköz-választás kritériumai, a kommunikációs készségek fejlesztése, vizsgamódszertan); taneszköz-pályázatokat bírált a Közoktatási Modernizációs Közalapítvány – KOMA megbízásából; részt vett az idegen nyelvi vizsgakövetelmények kidolgozásában akkreditáció céljából (Károli Gáspár Református Egyetem, Theolingua); szakértőként működött a tanár-továbbképzési programok akkreditációs, minőségbiztosítási folyamatában (Sulinova), a Nyelviskolák Szakmai Egyesületének minősítési eljárásaiban (NYESZE); egyik szakmai koordinátora volt az emelt szintű érettségire felkészítő tanártovábbképzésnek, és kidolgozta a továbbképzés tananyagát az Olasz nyelv vizsgatantárgyban (Sulinova); 2003-tól 2014-ig vezettte az Olasz nyelv vizsgatantárgy kétszintű érettségi tételkészítő bizottságát és az Országos Középiskolai Tanulmányi Verseny (OKTV) országos bizottságát olasz nyelvből, előbb az Országos Közoktatási Értékelési és Vizsgaközpont (OKÉV), majd 2007-től az Oktatási Hivatal (OH) megbízásából. 
2014 őszén ment nyugdíjba. Jelenleg Hamvas Béla életművének kutatásával foglalkozik, különös tekintettel Karnevál című regényére. Előadás sorozatokat tart a Karnevál világirodalmi és magyar irodalmi előzményeiről; a Karnevál helyéről a világirodalomban és Hamvas életművében; Hamvas Béla és József Attila szellemi találkozásairól. 2019-ben magánkiadásban jelentette meg Hamvas Béla Karneváljának világirodalmi előzményei című esszékötetét (a kötet második kiadása 2021-ben jelent meg), majd 2022-ben Hamvas Béla Karneváljának előzményei a magyar irodalomban című esszékötetét.
Saját honlapja: https://hamvas-karneval-nyitrai-2021.mozello.hu/ , ahol minden előadása, esszéje, felolvasásai, facebook-sorozata naprakészen megtalálható.

## Díjai, elismerései
- Az Olasz Köztársaság III. oszt. Lovagrendje (Cavaliere III classe, Ordine della Stella della Solidarietà Italiana), 2004[12]
- Bonis Bona – a nemzet tehetségeiért. Emberi Erőforrások Minisztériuma, 2014[13]

## Publikációi

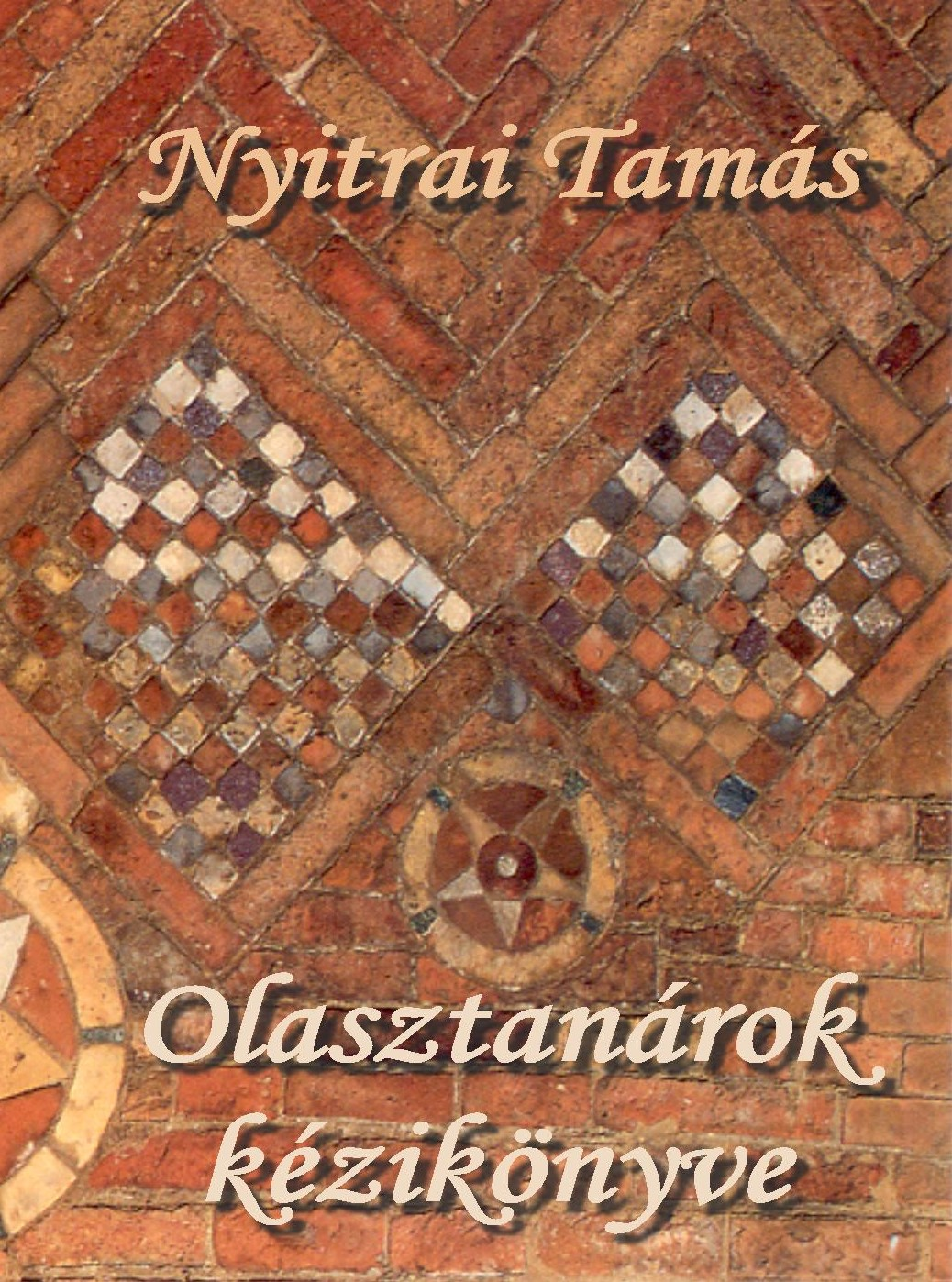
Az olasztanár-képzés és -továbbképzés egyik alapvető kézikönyve 2002-től

### Könyvek
- Italia… parliamone insieme. Olasz szöveg és feladatgyűjtemény érettségizők és nyelvvizsgára készülők számára. Tankönyvkiadó, 1988, 1990 (elfogyott)
- Idegenforgalmi és kereskedelmi szó- és kifejezésgyűjtemény. Kereskedelmi és Idegenforgalmi Továbbképző Vállalat, 1991 (elfogyott)
- Idegennyelvi érettségi és OKTV-feladatok. (társszerző) Tankönyvkiadó, 1992, 1993 (elfogyott)
- Mai sentito! Eredeti olasz szövegek a hallás utáni értést fejlesztő feladatokkal a középfokú nyelvvizsgához. (társszerző) Elektro-Coop, 1990 (elfogyott)
- Hai capito? 33 eredeti olasz szöveg a hallás utáni értést fejlesztő feladatokkal, középfokon. (társszerző) PONTE Alapítvány, 1991 (elfogyott)
- Olasz feladatgyűjtemény a középfokú nyelvvizsgához. Tankönyvkiadó, 1991 (elfogyott)
- Az olasz nyelvvizsga ábécéje. (társszerző) Tankönyvkiadó, 1992 (elfogyott)
- Rutin, rituálé és hitelesség a mindennapi érintkezésben. Olasz civilizációs program, ELTE TFK, 1998
- Érettségi szöveggyűjtemény olasz nyelvből. (szerk., társszerző) Oktatási Minisztérium, 2001
- Curiosità italiane. Olasz szövegek gyűjteménye az olasz kultúrkörből. (társszerző) Nemzeti Tankönyvkiadó, 2002
- Olasztanárok kézikönyve. KÁOKSZI-PONTE, 2002 (elfogyott)
- Parole, parole, parole, Tematikus olasz szókincsgyűjtemény érettségizőknek és nyelvvizsgázóknak. Nemzeti Tankönyvkiadó, 2006, 2008, 2010 (elfogyott)
- Giro d’italiano 1-3 olasz nyelvkönyv és munkafüzet CD melléklettel, tanári útmutatóval A1-A2 (társszerző) Nemzeti Tankönyvkiadó (Oktatási Hivatal), 2008-2011[14]

- Hamvas Béla Karneváljának világirodalmi előzményei. Szerzői kiadás, Budapest, 2019/2021/2022[15]

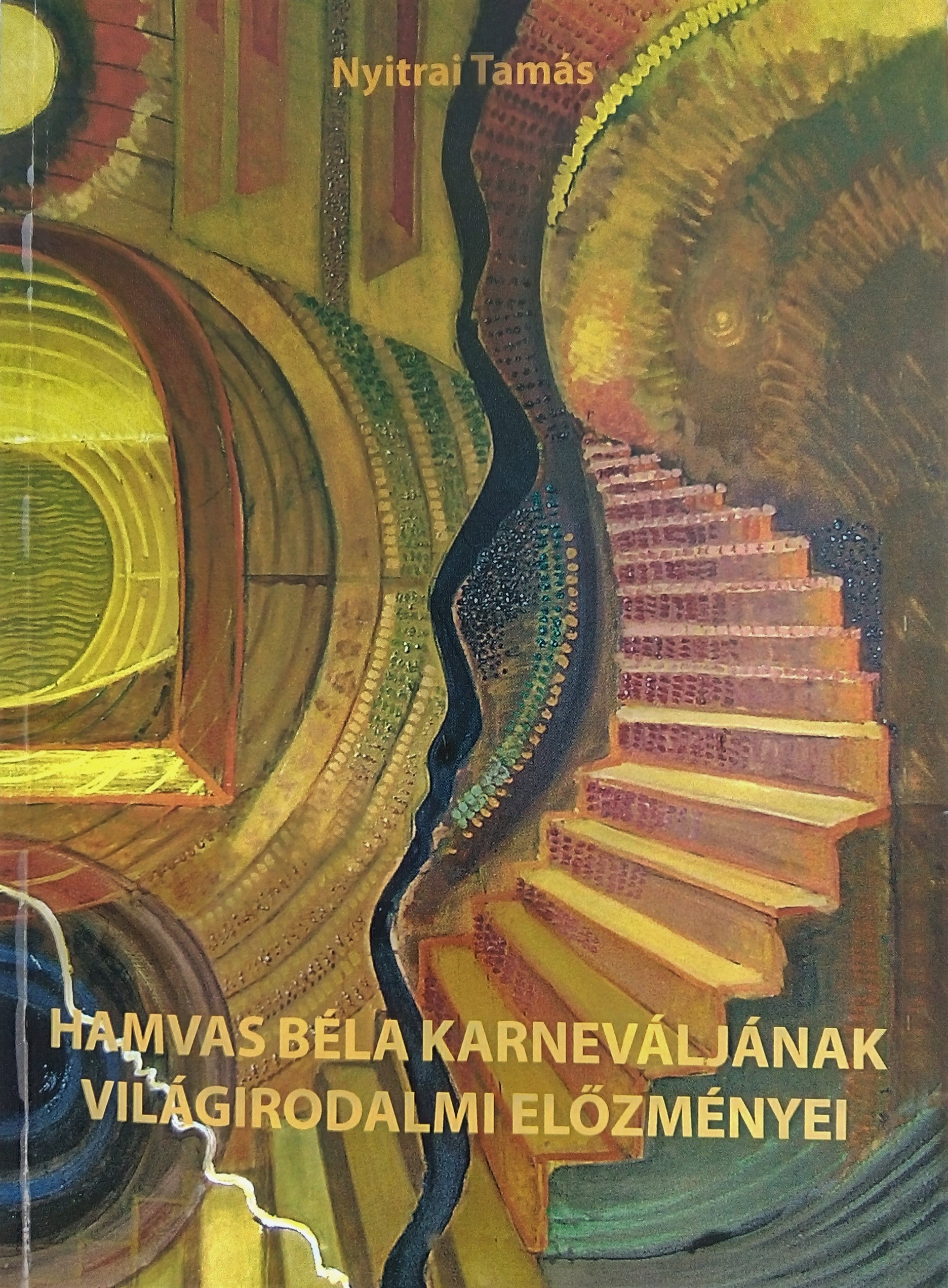
Nyitrai Tamás első önálló tanulmánykötete Hamvas Béla Karnevál című regényéről. Szerzői kiadás, 2019

- Hamvas Béla Karneváljának előzményei a magyar irodalomban. Szerzői kiadás. Budapest, 2022[16]

### Tantervek, útmutatók, vizsga- és tanártovábbképzési anyagok
- Szakosított olasz nyelvi tanterv az általános iskolák 3-8. osztálya számára. Országos Pedagógiai Intézet, 1987
- Szintfelmérő vizsgacsomag a két tanítási nyelvű gimnáziumok nulladik évfolyamán olasz nyelvből. OPI, 1987
- Szintfelmérő vizsgacsomag az idegenforgalmi szakmai vizsgázók számára. KITV, 1991
- Az olasz mint célnyelv tanterve a két tanítási nyelvű idegenforgalmi középiskola számára. Hotel Római, 1991
- Az olasz mint második idegen nyelv tanterve a két tanítási nyelvű gimnáziumok számára. Hotel Római, 1991
- Vizsgaanyagok olasz nyelvből a közép- és felsőfokú állami nyelvvizsgán. Idegennyelvi Továbbképző Központ. 1993/94
- Útmutató a gimnáziumi és szakközépiskolai érettségi vizsgához. Olasz nyelv. Országos Közoktatási Szolgáltató Iroda, 1995, 2001
- Az olasz nyelv tanterve az 5-12. évfolyam számára a NAT alapján. Bp., Országos Közoktatási Intézet Profil 3.2 tantervbankja, 1996
- Új módszerek az olasz mint idegen nyelv oktatásában (akkreditált továbbképzési program olasz nyelvtanárok számára), OKSZI, 1998
- A nyelvi képességek fejlesztése autentikus anyagok alapján az olasz mint idegen nyelv oktatásában (akkreditált továbbképzési program olasz nyelvtanárok számára), ELTE TFK Olasz Nyelv és Irodalom Tanszék, 1998 – Kétszintű érettségi vizsgakövetelmények olasz nyelvből. OKI, 1999
- Kerettanterv olasz nyelvből a 4-12. és a 9-12. évfolyamok számára. Oktatási Minisztérium, 2000
- Olasztanári továbbképzés programja és továbbképzési anyagai a kétszintű érettségi vizsgára való felkészítéshez (szerk., társszerző) Sulinova Kht, 2004

### Tanulmányok, szakmai lektorálások
- Vázlat az új-zélandi iskoláról. Pedagógiai Szemle, 1984/4.
- Irodalomtanítás Olaszországban. (In: Az irodalomtanítás az európai országokban) Honffy Kiadó, 1991Nyitrai Tamás második önálló tanulmánykötete Hamvas Béla Karnevál című regényéről. Szerzői kiadás, 2022

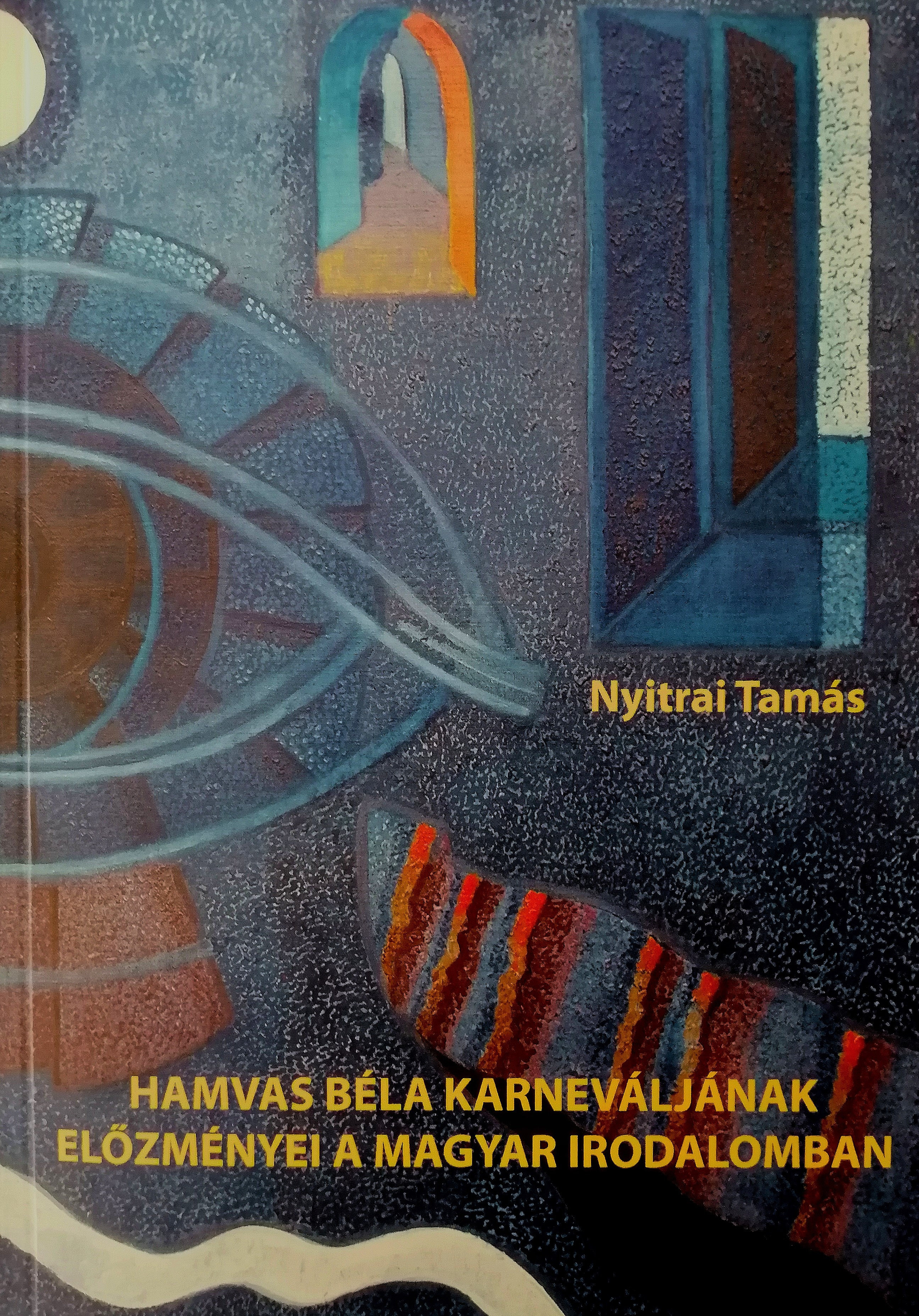
Nyitrai Tamás második önálló tanulmánykötete Hamvas Béla Karnevál című regényéről. Szerzői kiadás, 2022

- Forme e contenuti in trasformazione nel sistema educativo ungherese. (In: "L'Università per la Scuola nell’Europa ‘92”) a cura di A. Gisolfi. Ed. ELEA Press. Salerno, 1991
- Quattro passi in italiano. Olasz nyelvkönyv kezdőknek. (szakmai lektor) Bp., PONTE Alapítvány, 1994
- Rituali e autenticità nell glottodidattica (In: Cultura e società alla fine del secondo millennio: Italia e Ungheria) ELTE TFK Olasz Nyelv és Irodalom Tanszék, 1999
- Sztanó Klára: Gyakorlókönyv az olasz szóbeli nyelvvizsgához (szakmai lektor) Nemzeti Tankönyvkiadó, 1999
- Pedagógus-továbbképzési programok bírálata minőségbiztosítási szakértőként, Pedagógus-továbbképzési és Akkreditációs Központ, Pilisborosjenő, 1999
- Olasz és spanyol vizsgamodellek alap-, közép- és felsőfokon (szakmai lektor), Nyelvi Akkreditációs Központ, 2000
- ICC olasz nyelvvizsga-modell értékelése, Nyelvvizsgáztatási Akkreditációs Központ, 2000
- Pronti! Via! Olasz multimediális oktatóprogram (szakmai lektor), KOMA, 2000
- Kétszintű érettségi vizsgakövetelmények és mintafeladatok (szakmai lektor), OKSZI, 2002
- Kétszintű írásbeli és szóbeli érettségi vizsgafeladatok olasz nyelvből (társszerző, szerkesztő) Országos Közoktatási Értékelési és Vizsgaközpont (OKÉV), 2004-2007
- Le due torri. Készüljünk a kétszintű érettségire olaszból! (szakmai lektor), Eötvös Kiadó, 2005[17]
- Ungheria: italiano dagli anni ’80 ad oggi in Il mondo in italiano. Annuario 2006 Società Dante Alighieri, Roma, 2006